# Wieler
Wieler (Limburgs: Wielder) is een buurtschap in het noorden van de Nederlandse plaats Swalmen, thans gemeente Roermond.

## Geografie
Door Wieler lopen twee straten, die allebei de naam Wieler dragen. Vanuit deze wegen zijn het gehucht Einde en het dorp Swalmen te bereiken. De buurtschap ligt direct aan het riviertje de Swalm waarin ten noordoosten van de buurtschap de Teutebeek uitmondt. Vanuit Wieler is het station in Swalmen binnen 5-10 minuten te bereiken. 

## Bezienswaardigheden
In Wieler ligt hoeve Wijlerhof, die al in 1346 wordt genoemd. Bij deze hoeve ligt een bakhuis waar tot nu toe echter geen geschreven bronnen van zijn. Wel staat het ingetekend op een kaart uit 1774. Het bakhuis verkeerde lange tijd in slechte staat, maar is in 1993 door vrijwilligers gerestaureerd, waardoor er weer op oude wijze kan worden gebakken. Bezoekers kunnen het nu bezichtigen en er iets eten en drinken.